# كبوشي أسود الخطوط
كبوشي أسود الخطوط (الاسم العلمي: Cebus libidinosus) (بالإنجليزية: Black-striped Capuchin)‏ هو نوع من الحيوانات يتبع جنس الكبوشي من فصيلة السعادين الكبوشية الشكل.